# Carthage, encore
Carthage, encore est une pièce de théâtre de Jean-Luc Lagarce écrite en 1977 et publiée en 1980 par l'édition tapuscrite du Théâtre ouvert.

## Personnages
- La Radio
- La Première Femme
- La Deuxième Femme
- Le Premier Homme
- Le Deuxième Homme[3]

## Argument
Dans un monde où tout se répète, quatre personnages essaient de fuir une catastrophe. Ils se réfugient dans des rêves de vacances idéales. Mais ces rêves, partagés par toute la société, sont aussi convenus qu'irréalisables, car chacun pense avant tout à lui-même,.

## Lectures
- 1979 : direction Jean Bouchaud, France Culture[5]